# 隆和
隆和（りゅうわ）は、東晋の哀帝司馬丕の治世に行われた最初の元号。
362年 - 363年。

## 出来事
- 隆和元年
  - 正月20日：「隆和」と改元。
  - 正月22日：田税を畝ごとに米三升から二升に減ずる。
- 隆和2年
  - 2月19日：「興寧」と改元。

## 西暦・干支との対照表
| 隆和 | 元年  | 2年   |
| 西暦 | 362年 | 363年 |
| 干支 | 壬戌  | 癸亥  |

## 他元号との対照表
| 隆和 | 元年   | 2年    |
| 代   | 建国25 | 建国26 |
| 前涼 | 升平6  | 升平7  |
| 前秦 | 甘露4  | 甘露5  |
| 前燕 | 建熙3  | 建熙4  |